# Корпоративна измама
Корпоративна измама (англ. Corporate Fraud) действия и дейности, предприети от физическо или юридическо лице, извършени по непочтен и незаконен начин, и имащи за цел да предоставят преимущество на физическото или юридическото лице, извършител на деянието. Схемите за корпоративна измама отиват далеч отвъд обхвата на правомощията за служебното положение на този служител, и се определят в зависимост от тяхната сложност и икономическо въздействие върху търговската дейност, останалите служители или трети страни. Корпоративната измама може да е трудна за предотвратяване и разобличаване. Чрез разработването на ефективни политики, система от проверки и балансиране на разходите и физическата сигурност, организацията може да ограничи степента до която може да бъде извършена някаква корпоративна измама. Този тип измама се счита за измама на белите якички.